# Port Moresby
Port Moresby je hlavní město Papuy Nové Guineje. V roce 2000 mělo 255 000 obyvatel. Město leží na březích Papuánského zálivu na jihovýchodním pobřeží ostrova Nová Guinea.
Místo, kde dnes stojí Port Moresby, jako první Evropan navštívil v roce 1873 kapitán John Moresby a pojmenoval je na počest svého otce admirála Sira Fairfaxe Moresbyho. Město vzniklo v lokalitě, která byla domovem skupiny Motu.
V září 1975 se Port Moresby stalo hlavním městem nového nezávislého státu Papua Nová Guinea.

## Životní podmínky
V roce 2004 bylo Port Moresby vyhodnoceno jako nejhorší místo pro život na světě v žebříčku 130 hlavních měst sestaveném Economist Intelligence Unit. Důvodem byl vysoký počet případů znásilnění, loupeží, vražd a to, že velké části města jsou pod kontrolou pouličních gangů známých jako raskols. Podle článku v Guardianu z roku 2004 se míra nezaměstnanosti pohybuje mezi 60 a 90 % a míra výskytu vražd je třikrát vyšší než v Moskvě a 23krát vyšší než v Londýně.

## Partnerská města
- Ťi-nan, ČLR (od 28. září 1988)
- Townsville, Austrálie (od roku 1983)
- Jayapura, Indonésie – spřátelené město